# Gustavo Giannini
Gustavo Giannini (General Roca, Río Negro, 20 de noviembre de 1978) es un bajista argentino. Participa en numerosos grupos musicales de renombre nacional y ha compartido escenario con reconocidos músicos de nivel internacional. 

## Biografía
Nació en General Roca, toda su infancia transcurrió en esta ciudad. A los 15 años se compró su primer bajo. Su primera banda reconocida fue Canabislito Funk (instrumental) conjunto en el que actualmente sigue tocando. 

### Grupos
Giannini tiene en la actualidad varios proyectos de los cuales forma parte. Es el caso de Litto Nebia Octeto, Willy Crook & The Puelches, Claudio Gabis y la Cofradía del Rock, Canabislito Funk, Marcela Laria Jazz Quartet, Amondarain-Giannini-Cabaza y Gustavo Giannini Quinteto, su proyecto solista con el cual editó tres discos "Esperando" (2001), "Desesperando" (2007) y "Funky Menuco" (2013). Este último disco tiene participaciones de grandes músicos argentinos como Litto Nebia, Willy Crook, Chango Spasiuk, Lisandro Aristimuño y Norbi Córdoba. 
Giannini tiene además un disco solista, de Bajo solo llamado "Nunca confíes en un guitarrista", con esta proyecto ha teloneado en Argentina a grandes exponentes del jazz y funk mundial como Victor Wooten (Teatro del libertador de Córdoba, año 2013), Ron Carter (Teatro Español de Neuquén, año 2014), Billy Cobhan (Teatro Español d Neuquén, Teatro Coliseo de Buenos Aires, Auditorium de Mar del Plata, año 2015), Meshell Ndegeocello (Teatro Colisea de Buenos Aires, años 1016).

## Discografía
Gustavo Giannini Quinteto
- Esperando (2001)
- Desesperando (2007)
- Funky Menuco (2013)

### Como solista
- Nunca confíes en un guitarrista (2005).

### Otros grupos
- Claudio gabis y la cofradia del blues en vivo en mj pub (2014)
- Litto nebbia y el power trio del sur(2014)
- Litto nebbia octeto 50 años de rock argentino vol. 1 2 y 3 (2015)